# Étienne Jacques Joseph Macdonald
Étienne Jacques Joseph Macdonald (Sedan (Ardennes), 1765. november 17. – Courcelles-le-Roy kastély Beaulieu-sur-Loire, 1840. szeptember 2.) francia tábornok, a napóleoni háborúk hadvezére, Franciaország marsallja, Taranto hercege.

## Élete és pályafutása
Apja Franciaországban letelepült skót jakobita emigráns volt, a Hebridák egyik szigetéről származott. A francia hadseregbe belépett és az első koalíciós háborúban gyorsan haladt előre a ranglétrán. 1792-ben már mint tábornok harcolt Dél-Németalföldön  és Hollandiában. 1796–1797-ig Napoléon Bonaparte tábornok parancsnoksága alatt harcolt Itáliában. 1798-ban a Pápai állam francia kormányzója lett, 1799-ben Moreau segítségére sietett, de június 17-20-ig a trebbiai csatában vereséget szenvedett az egyesült osztrák-orosz hadseregtől.
1804-ben elveszítette Napóleon császár kegyét, de 1809-ben ismét belépett a hadseregbe, és nagy része volt a wagrami győzelem kivívásában. Ezért Napóleon császár marsallá és Taranto hercegévé nevezte ki. Macdonaldnak jelentős szerep jutott a győri csatában, ahol a franciák szétverték a nemesi feudális kontingensekből álló, szinte középkori harcmodorral küzdő magyar sereget.
1810-ben Spanyolországban harcolt, az 1812-es oroszországi hadjáratban pedig a legszélső balszárnyat vezette, mely Friedrich August von York herceg, tábornagy porosz hadtestéből állott. 1813-ban mint önálló hadvezér augusztus 28-án súlyos vereséget szenvedett Katzbach mellett Blücher porosz fővezértől. Az 1814-es szerencsétlen hadjárat után ő javasolta Napóleonnak, hogy mondjon le.
1815-ben a száz nap alatt nem csatlakozott Napóleonhoz, ezért XVIII. Lajos király Franciaország pair-jévé és a Becsületrend nagykancellárjává nevezte ki. A júliusi forradalom után Courcelles-Le Roy kastélyba vonult vissza.